# AO Kavala
AO Kavala (greacă Athlitikos Omilos Kavala) este un club de fotbal grecesc cu sediul în Kavala.
Echipa susține meciurile de acasă pe Stadionul Kavala, cu o capacitate de 12.500 de locuri.